# 君臣共治
君臣共治（くんしんきょうち）は、日本における朝廷（天皇制）の統治の正統性を規定する上で唱えられた理論であり、天照大神及び天孫瓊瓊杵尊の子孫である天皇のみが統治を行うものではなく、天皇とともに神勅を受けた神々の子孫である臣下と共同して日本を統治し、そのための組織が朝廷であるという考え方である。

## 概要
『古語拾遺』には、天孫降臨の際に群神が瓊瓊杵尊とともに神勅を受け、それに従って代々瓊瓊杵尊及びその子孫に仕えて朝廷における役職を引き継いできたと説く。『日本書紀』においても孝徳天皇が出した詔（大化2年3月甲子条）において、君主として万民を治めることは「独り制むべからず」として君主の独裁を否定し、臣の翼（たすけ）を得て倶に治めることで初めて神（天照大神ら皇祖神）の護（まもり）の力が得られるとしている。これらの主張は日本は神国であり、その国を統治するのは神によって定められた君臣共治の組織こそが朝廷であり、これに従わない者は神に逆らう者として神罰を受け、朝廷を擁護・尊重する者は神慮によって統治に参画することが許されるとした。そして、朝廷は天皇と臣下（この場合は、群神の子孫である豪族・貴族を指す）による統裁合議を経て統治が行われることが基本原則とされた。
従って君臣共治を円滑に進めるためには、臣下のみならず君主である天皇にも皇祖の神意に相応しい資格が必要であると考えられるようになった。『愚管抄』では、天皇は世襲であるため時には適格ではない天皇が出現することがあり、それを補うために臣下の補佐役を置いた。だが、それでも国王もあまりにわろくならせ給ぬ（「悪王」が出現する）事態となった場合には臣下が神に代わって天皇を退位させて皇統の永続を図る必要も生じるとした。ただし、著者の慈円は摂関家の出身であり、天皇の退位を図る資格を有する補佐役は摂関であるという考えを抱いていた。これは最初の関白であった藤原基経が陽成天皇を退位させた故事を念頭において、公家社会の反対を押し切って挙兵を行おうとする後鳥羽上皇を牽制しようと考えたもので、実際に後鳥羽上皇が承久の乱を起こして鎌倉幕府に敗れて配流されると、慈円の甥である藤原隆忠の著とされる『六代勝事記』によって後鳥羽上皇は「悪王」として規定されることとなった。もっとも慈円は「悪王」である天皇を退位できるのは摂関であると考えており、平氏政権による治承の政変や今回の承久の乱に伴う上皇配流及び仲恭天皇廃位を「謀叛」として捉えて強く反発している。続いて『神皇正統記』は、それに「正統（しょうとう）」概念を盛り込んだ。これは皇位継承もまた神意に基づいて定められるもので、神意に反した天皇は「正統」の資格を失って皇統の断絶もしくは子孫が皇位を継承できない事態に陥ることとなり、結果的に「正統」に相応しい天皇の系統が代々天皇家の嫡流になるという考えである。従って、天皇の嫡男であっても神意にそぐわなければ「正統」として皇位を子孫に伝えることは出来ないとした。これは、著者の北畠親房が大覚寺統本来の嫡流とされた後二条天皇系と対立する後醍醐天皇に仕えていたことと関係しており、天皇家の嫡流決定は血縁上の嫡庶を重視しつつも、神意に適わなければ地位に変動が起きる（亀山天皇は後嵯峨天皇の嫡男ではなく、後醍醐天皇は後宇多天皇の嫡男ではないが、神意に適う行動に務めていれば後醍醐天皇の子孫が「正統」の地位を得ることが可能になる）というものであった。
だが、実際の歴史の流れにおいて、より大きな変化を見せたのは臣下の方であった。古代においては、臣は朝廷に仕えて人民を支配する豪族及びその後身である貴族階層のみを指すと考えられてきた。だが、次第に武士が台頭するようになり、武家の棟梁として仰がれた軍事貴族が幕府を開き、武士が幕府を通して君臣共治に参画するようになる。『愚管抄』や『神皇正統記』が非難した武士による天皇廃立も武士の側から見れば、武士こそが治者として「悪王」を排斥して「正統」を擁護する立場を自覚させるに至った。幕府の崩壊後に成立した明治政府は、大日本帝国憲法によって表面上は君臣共治を否定して天皇を万世一系・神聖不可侵と定義したが、中正派が求めた天皇親政論を排除するという複雑な経緯を辿った。和辻哲郎は論文「日本の古来の伝統と明治維新後の歪曲について」（1959年）の中で明治維新が天皇制の伝統を否定して「天皇の軍人化」を進めたと批判したが、実際に明治維新が進めた王政復古が旧来の朝廷のあり方を否定（「朝廷の解体」）して、皇位継承の法制化を進めた（これは皇位継承の安定化を進めたが、一方で君臣共治の原則において存在していた天皇にも資格を有するという概念を排除することになった）。一連の矛盾を天皇主権に反しない形で論じたのが天皇機関説であった。そして、主権在民を定めた日本国憲法の制定においてもその根拠を「君臣共治」に求める（1946年8月24日の衆議院における北昤吉の賛成意見）など、近世・近現代に至るまで影響を与えた。